# 第57回ニューヨーク映画批評家協会賞
『第57回ニューヨーク映画批評家協会賞』は、1991年の優秀な映画に贈られた賞である。12月17日に発表された。

## 受賞
- 作品賞：
  - 羊たちの沈黙

- 主演男優賞：
  - アンソニー・ホプキンス - 羊たちの沈黙

- 主演女優賞：
  - ジョディ・フォスター - 羊たちの沈黙

- 助演男優賞
  - サミュエル・L・ジャクソン - ジャングル・フィーバー

- 助演女優賞
  - ジュディ・デイヴィス - 裸のランチ、バートン・フィンク

- 監督賞：
  - ジョナサン・デミ - 羊たちの沈黙

- 脚本賞：
  - デヴィッド・クローネンバーグ - 裸のランチ

- 撮影賞
  - ロジャー・ディーキンス - バートン・フィンク

- 外国語映画賞：
  - 僕を愛したふたつの国/ヨーロッパ ヨーロッパ（ ドイツ フランス）

- 新人監督賞
  - ジョン・シングルトン - ボーイズ'ン・ザ・フッド